# Monasterio de San Pelayo de Antealtares

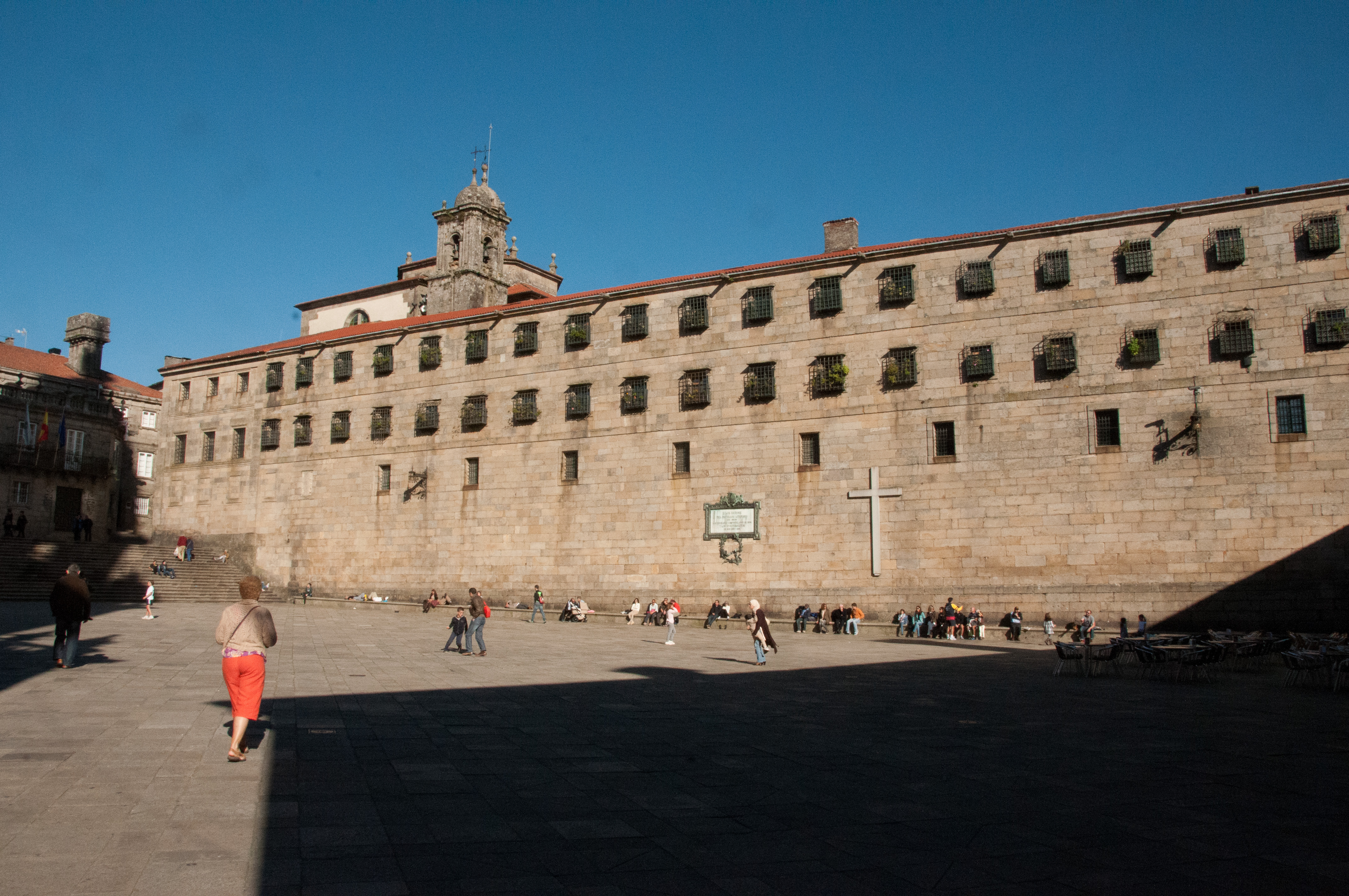
Fachada que da a la plaza de la Quintana

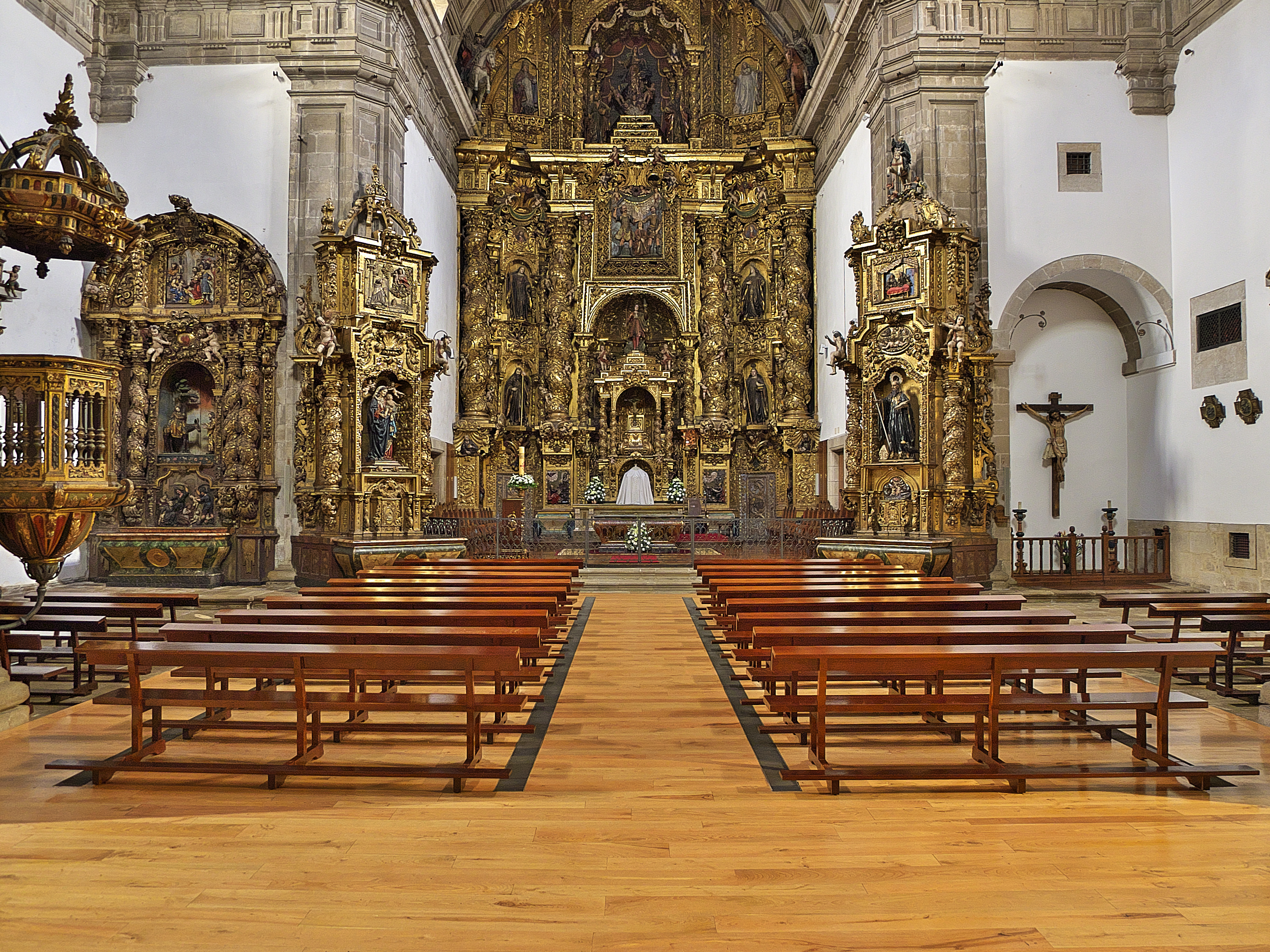
Interior de la iglesia

El Real Monasterio de San Pelayo de Antealtares (en gallego: mosteiro de San Paio de Antealtares) es actualmente un convento español de monjas benedictinas de clausura situado en Santiago de Compostela, perteneciendo desde su fundación a la Orden Benedictina. Se encuentra en el casco antiguo, frente a la cabecera de la catedral de Santiago de Compostela, cerrando la plaza de la Quintana.

## Historia
Antealtares fue originariamente monasterio de monjes bajo la advocación de San Pedro. Hacia mediados del siglo XII, a lo que parece, acabó por relevar a San Pedro como titular Pelayo, el niño mártir gallego.
Su comunidad formó parte esencial, desde la Alta Edad Media, del núcleo devocional y cultural del “Locus Santi Jacobi” fundado por Alfonso II de Asturias, el casto en el primer cuarto del siglo IX. Su labor se centró en el cuidado del Altar del Apóstol, el servicio litúrgico y la atención de los primeros peregrinos. Con la entrega de los monjes de Antealtares, Compostela llegó a ser un gran foco de espiritualidad y de cultura.
En 1499, el reformador Fray Rodrigo de Valencia, por mandato de los Reyes Católicos, decidió que fuese este monasterio el centro de la reforma de los monasterios femeninos de la orden en Galícia, confirmándose la fundación y dotación mediante bulas papales de Inocencio VIII y Alejandro VI y la autoridad del Capítulo General de la Congregación de Valladolid el día 23 de julio de 1499.
Quinientos años después de tal acontecimiento las Seguidoras del Santo de Núrsia continúan en Antealtares como única presencia monástica, pero en continuidad, de aquellas otras de la Orden que tuvo la ciudad de Santiago desde sus mismos orígenes a principios del siglo IX.